# Princesse Yamanobe
La princesse Yamanobe (山辺皇女, Yamanobe no himemiko) (? - 25 octobre 686, le 3e jour du 10e mois de l'ère Shuchō) est une fille de l'empereur Tenji durant la période Asuka. Sa mère est Dame Hitachi dont le père est Soga no Akae.
Elle épouse le prince Ōtsu et quand il se suicide en 686, elle s'enfuit de sa maison pieds nus et se suicide. On rapporte que les témoins de sa mort ont sangloté de douleur.